# Джиордано, Марк
Марк Джиорда́но (англ. Mark Giordano; род. 3 октября 1983, Торонто) — канадский хоккеист, защитник. Участник матча всех звёзд НХЛ 2015. Ранее также выступал за «Калгари Флэймз» где с 2013 года был капитаном, а сезон 2007/08 провёл в чемпионате России, выступая за московское «Динамо». На международном уровне выступал за сборную Канады, в составе которой участвовал на чемпионате мира 2010 года. По итогам сезона 2018/19 стал обладателем «Джеймс Норрис Трофи», приза лучшему защитнику. Первый капитан в истории клуба «Сиэтл Кракен».

## Статистика
| Легенда | Легенда                    | Легенда | Легенда                   | Легенда | Легенда    |
| ------- | -------------------------- | ------- | ------------------------- | ------- | ---------- |
| И       | Количество проведённых игр | Штр     | Штрафное время            | +/−     | Плюс-минус |
| Г       | Голы                       | П       | Голевые передачи          | О       | Очки       |
| -       | Статистика неизвестна      | —       | Статистика не учитывалась |         |            |